# Гомункулус (роман)
«Гомункулус» (англ. Homunculus) — комічний науково-фантастичний та фентезійний роман американського письменника Джеймса Блейлока, вперше надрукований 1986 року. Друга книга в завершеній стимпанк-трилогії Блейкока, попередня книга — «Левіафан, який копає» (1984), наступна — «Машина лорда Келвіна» (1992). Книга була спочатку опублікована у м’якій обкладинці Ace Books видавничою групою Берклі й включена до колекційної збірки «Пригоди Лангона Сент-Айвса».
Джеймс Блейлок використав книгу Генрі Мейг'ю «Лондонська праця і лондонські бідні», щоб дізнатися про повсякденне життя періоду.

## Сюжет
Дирижабль із мертвим пілотом вже декількох років пролітає над вікторіанським Лондоном на орбіті, яка наближається, викликаючи інтерес Королівського товариства, а також вченого-дослідника Ленґдона Сент-Айвза та євангеліста/фальшивомонетника Шило. Шило впевнений, що дирижабль несе його батька, крихітного космічного інопланетянина, але приховує ці знання від вівісекціоніста доктора Ігнасіо Нарбондо, якому він платить за реанімацію померлої матері Шайло, Джоанни Сауткотт. Нарбондо і злий мільйонер Келсо Дрейк мають власний інтерес до інопланетянина; Дрейк володіє своїм космічним кораблем, який він використовує для збочених цілей в одному зі своїх публічних будинків.
Сент-Айвз та його друзі з клубу Трисмегіст більше стурбовані спадком Джека Оулсбі, чудового молодого хлопця, зарученого з Дороті, прекрасною дочкою майстра іграшок/винахідника Вільяма Кібла, яка будує веселі коробки для космічних прибульців, оксигенаторів і гігантських смарагдів. Покійний батько Джека заповідав йому саме такий дорогоцінний камінь, але також залишив по собі темні знання, розроблені разом із злим Нарбондо. Сент-Айвз і героїчний тютюнник Теофілус Годал підозрюють, що Нарбондо та його помічник, прищавий Вілліс Пуле, використовують ці знання, щоб воскрешати мертвих, ймовірно, для підлих цілей. Коли бідний Білл Кракен краде те, що всі вважають смарагдом Оулсбі в нападі гарячки, викликаної інопланетянами, амбіції Шило, Нарбондо, Дрейка і Пула стикаються з героїзмом Сент-Айвза і Годала та науковою жадібністю Парсонса з Королівської академії в Гемпстед-гіт перетворюється на карнавал літаючих черепів, упирів, які руйнуються, космічних кораблів, які розбиваються, та іскрючої збоченості жахливого Марселіуса Пінкла.

## Нагороди
У 1988 році «Гомункулус» отримав меморіальну премію імені Філіпа К. Діка.